# Die Brady Family 2
Die Brady Family 2 (Originaltitel A Very Brady Sequel) ist eine US-amerikanische Filmkomödie aus dem Jahr 1996. Die Regie führte Arlene Sanford, das Drehbuch schrieben James Berg, Harry Elfont, Deborah Kaplan und Stan Zimmerman. Die Hauptrollen spielten Shelley Long und Gary Cole.
Der Film ist eine Fortsetzung der Komödie Die Brady Family aus dem Jahr 1995, die wiederum auf der Fernsehserie Drei Mädchen und drei Jungen (The Brady Bunch) aus den Jahren 1969 bis 1974 beruht.

## Handlung
Roy Martin, der verschollene Ehemann von Carol Brady, taucht auf. Er stiehlt den Bradys eine Statue, die 20 Millionen US-Dollar wert ist. Martin und Carol Brady fahren nach Hawaii, wo Martin die Statue einem Kunstsammler verkaufen will.
Die Familie fliegt ebenfalls nach Hawaii, wo sie im Haus des Sammlers Martin stellen. Er erweist sich als ein Betrüger mit dem richtigen Namen Trevor Thomas. Nachdem Martin/Thomas im Streit obszöne Worte nutzt, schlägt ihn Mike Brady und wirft ihn in den Pool des Hauses. Die Polizei kommt an.
Die Familie kehrt nach Kalifornien zurück. Eine Frau erscheint und behauptet, sie sei mit Mike Brady verheiratet.

## Synchronisation
| Schauspieler              | Deutscher Sprecher  | Rolle                    |
| ------------------------- | ------------------- | ------------------------ |
| Gary Cole                 | Arne Elsholtz       | Mike Brady               |
| Jesse Lee Soffer          | Nicolás Artajo      | Bobby Brady              |
| Shelley Long              | Ulrike Möckel       | Carol Brady              |
| Olivia Hack               | Anna Predleus       | Cindy Brady              |
| Christopher Daniel Barnes | Björn Schalla       | Greg Brady               |
| Jennifer Elise Cox        | Andrea Wick         | Jan Brady                |
| Jennifer Aspen            | Ulrike Stürzbecher  | Kathy Lawrence           |
| Christine Taylor          | Bianca Krahl        | Marcia Brady             |
| RuPaul                    | Christian Toberentz | Mrs. Cummings            |
| Paul Sutera               | Wanja Gerick        | Peter Brady              |
| David Spade               | Santiago Ziesmer    | Sergio, der Friseur      |
| Tim Matheson              | Frank Glaubrecht    | Trevor Thomas/Roy Martin |

## Kritiken
Roger Ebert schrieb in der Chicago Sun-Times vom 23. August 1996, dass er beim Zuschauen nicht viel lachen aber viel lächeln würde. Die Komödie sei besser als der erste Film.
Kenneth Turan schrieb in der Los Angeles Times vom 23. August 1996, dass der Film offen auf seine Wurzeln im Fernsehen verweise.
Das Lexikon des internationalen Films schrieb: „Ein frappierend belangloser Familienfilm in Form einer schwachen Komödie, die ihre wenig originelle Story mit vielen Längen erzählt.“

## Auszeichnungen
Christopher Daniel Barnes und Christine Taylor wurden im Jahr 1997 für den MTV Movie Award nominiert.

## Hintergründe
Die Dreharbeiten fanden in Kalifornien und auf Hawaii statt. Die Produktionskosten betrugen ca. 15 Millionen US-Dollar, das Einspielergebnis in den Kinos der Vereinigten Staaten belief sich auf 21,4 Millionen US-Dollar.